# Lepidium laeteviride
Lepidium laeteviride är en korsblommig växtart som först beskrevs av Pieter van Royen, och fick sitt nu gällande namn av Hewson. Lepidium laeteviride ingår i släktet krassingar, och familjen korsblommiga växter. Inga underarter finns listade i Catalogue of Life.